# Wilhelm Wolff
 (octobre 2013).
Si vous disposez d'ouvrages ou d'articles de référence ou si vous connaissez des sites web de qualité traitant du thème abordé ici, merci de compléter l'article en donnant les références utiles à sa vérifiabilité et en les liant à la section « Notes et références ».
Pour les articles homonymes, voir Wolff.
Wilhelm Wolff, né le 21 juin 1809 à Żarów (Royaume de Prusse) et mort le 9 mai 1864 à Manchester (Angleterre), est un socialiste allemand proche de Karl Marx.

## Biographie
Son père étant un serf, Wolff est familier avec leur sort dès son enfance. Sa soif de connaissances attire l'attention et il tente alors de suivre des études, mais dépend encore pour cela du seigneur du lieu, même si le servage est théoriquement aboli. Il arrive néanmoins à s'inscrire à l'université de Breslau, où il étudie la philologie classique, tout en donnant des cours.
Wolff a presque terminé ses études universitaires lorsque reprend la persécution des démagogues par le parlement et le gouvernement de la Confédération germanique. En tant que membre de l'association des étudiants, il est arrêté en 1834 et passe plusieurs années en prison, notamment à la forteresse de Silberberg, où il rencontre comme camarade d'infortune Fritz Reuter entre autres. Il en sort gracié pour raisons de santé en 1839.
De retour à Breslau, il tente de devenir enseignant, mais du fait de son arrestation il n'a pas les diplômes requis. Il cherche alors à travailler comme tuteur privé, mais il lui faut un permis du gouvernement. Il est néanmoins engagé comme tuteur par un propriétaire de Posen où il passe plusieurs. Il finit par obtenir la permission d'enseigner à Wrocław, ses leçons privées lui permettant de vivre chichement. Mais il se fait remarquer en luttant contre le despotisme des fonctionnaires, des propriétaires fonciers et des industriels, et il devient un habitué de la nouvelle Haute Cour de censure. En 1846, ses écrits dans la presse lui valent d'être condamné à trois mois d'internement dans la forteresse de Silberberg, mais il échappe à l'arrestation en partant pour le Mecklembourg. Il y trouve un refuge sûr jusqu'à ce que son passage sans entrave de Hambourg à Londres puisse être organisé. Il y reste peu de temps et se rend ensuite à Bruxelles.
C'est dans la banlieue de Bruxelles justement qu'il rencontre en 1846 Karl Marx et Friedrich Engels, alors en train de travailler à l'écriture de L'Idéologie allemande.
Il adhère ensuite à la Ligue des justes puis participe à la fondation de la Ligue des communistes.
Élu au Parlement de Francfort en 1848, il est contraint à l'exil après que celui-ci a été dispersé. Réfugié d'abord en Suisse, il rejoint Londres.
À sa mort, il laissa sa fortune à Karl Marx, lui offrant ainsi une certaine aisance financière. Le premier tome du Capital lui est d'ailleurs dédié.